# Главка (дочь Креонта)
Главка (др.-греч. Γλαυκή) — персонаж древнегреческой мифологии.
Младшая дочь Креонта. Невеста Ясона. Её же называют Креуса (Κρέουσα). Еврипид имени не называет.
Медея послала ей со своими детьми подарок — пеплос, пропитанный ядом, та надела его и сгорела вместе с отцом. По рассказу, ища спасения, бросилась в водоём, его называют Главкой.
В честь Главки назван астероид (288) Главка, открытый в 1890 году.